# Tossal del Manco (Castelldans)
|  | Aquest article tracta sobre Tossal del Manco de Castelldans. Vegeu-ne altres significats a «Tossal del Manco (els Prats de Rei)». |

El Tossal del Manco és una muntanya de 466 metres que es troba al municipi de Castelldans, a la comarca catalana de les Garrigues.